# Степанчиково (Московская область)
Степанчиково — деревня в городском округе Домодедово Московской области.

## География
Находится в южной части Московской области на расстоянии приблизительно 11 км на юг-юго-восток по прямой от железнодорожной станции Домодедово.

## История
Известна с 1629 года, когда отмечалась как село Степанчиково (Рыжково) с 5 дворами.

## Население
Постоянное население составляло 18 человек в 2002 году (русские 94 %), 17 в 2010.